# Сольберг, Петтер
Пе́ттер «Голливу́д» Со́льберг (норв. Petter Solberg; род. 18 ноября 1974 года, Ашим, Эстфолл) — норвежский раллийный автогонщик. Чемпион мира по ралли 2003 года (первый и единственный норвежец, ставший чемпионом мира по ралли), двукратный чемпион мира по ралли-кроссу 2014 и 2015 годов (первый в истории чемпион мира по ралли-кроссу). Младший брат автогонщика Хеннинга Сольберга.
Является третьим (после Колина Макрея и Ричарда Бёрнса) в истории WRC и последним пилотом, выигравшим чемпионский титул за рулём Subaru.
Его бессменный штурман с 1999 до середины 2010 года — валлиец Фил Миллс, который завершил карьеру после Ралли Португалии в июне 2010 года. Начиная с Ралли Болгарии 2010 года, ему на смену пришёл североирландец Крис Паттерсон.
В 2013-2018 годах выступал в ралли-кроссе. В 2013—2016 годах участвовал во главе собственной команды PSRX 110 AB на автомобиле Citroen DS3 RX (чемпионат Европы в 2013-м и чемпионат мира 2014—2016), а в 2017-2018 годах провёл в коллективе PSRX Volkswagen Sweden чемпионата мира, стартуя на автомобиле Volkswagen Polo GTI WRX. В 2018 и 2019 годах состоялись его короткие возвращения в чемпионат мира по ралли за рулём Volkswagen Polo GTI R5 (по одному этапу в год). При этом, старт на ралли Уэльса 2019 года был объявлен норвежцем в качестве его финального выступления в большом автоспорте, и закончился выезд победой в своём классе WRC-2.

## Карьера
С раннего детства Петтер Сольберг был вовлечён в автоспорт. Его отец Терье и мать Туве регулярно участвовали в соревнованиях по автокроссу. Петтер вместе со старшим братом Хеннингом помогали родителям ремонтировать гоночные автомобили. Петтер учился водить машину в окрестностях родительской фермы в Спюдеберге. Он также принимал участие в гонках радиоуправляемых автомоделей и в 13-летнем возрасте выиграл чемпионат Норвегии.
Гоночная карьера Сольберга началась в 1992 году, сразу через несколько дней после получения им водительского удостоверения. Петтер совершенствовал свои гоночные навыки, выступая на Ford Escort Mk2 в состязаниях по автокроссу, ралли-кроссу и подъёму на холм. В 1995 году, уже за рулём Volvo 240, он становится чемпионом Норвегии по ралли-кроссу и подъёму на холм, а в следующем году успешно защищает чемпионский титул.
Сольберг дебютировал в классическом ралли в сентябре 1996 года, приняв участие в норвежском Hedmarksrally. Его раллийный дебют обернулся неудачей, поскольку Петтер попал в серьёзную аварию и разбил Toyota Celica, принадлежавшую Хеннингу.
В 1998-м Петтер приобрёл новую Toyota Celica и одержал победу в норвежском чемпионате. В том же сезоне он впервые вышел на старт этапа чемпионата мира — Ралли Швеции — и финишировал 16-м.
В 1999 году Малькольм Уилсон, руководитель Ford Motor Co Ltd, подписывает контракт с норвежцем. Дебютный сезон в мировом первенстве становится для Сольберга преимущественно тренировочным, хотя уже на третьем этапе сезона — Ралли Сафари — он сумел громко заявить о себе, заняв 5-е место.
Во второй половине 2000 года Петтер неожиданно для всех уходит из Ford в команду Subaru World Rally Team.
Сезон-2001 сложился для Сольберга непросто — в большинстве гонок он или сходил с дистанции, или финишировал вне очковой зоны. Единственным светлым пятном стало греческое Ралли Акрополис, которое он закончил вторым.
2002-й год стал настоящим прорывом в карьере гонщика. В ноябре он одержал свою первую победу в WRC, выиграв Ралли Великобритании, а сезон закончил на второй строчке личного зачёта.
В 2003-м Сольберг ещё больше развил свой успех — он одержал четыре победы и завоевал титул чемпиона мира.
В 2004 и 2005 годах норвежец становится вице-чемпионом — в борьбе за звание сильнейшего раллиста мира его опережает Себастьен Лёб.
В последующие три сезона результаты Сольберга пошли на убыль. Автомобиль не позволял ему бороться за победы и призовые места в чемпионате, но Петтер оставался верен «Плеядам» вплоть до декабря 2008 года. Именно тогда руководство Subaru, сославшись на ухудшение финансового положения компании из-за мирового экономического кризиса, объявило об уходе из WRC.
Вскоре Петтер основал собственную раллийную команду — Petter Solberg WRT — и продолжил участие в чемпионате мира, но уже в качестве частника. На протяжении трёх сезонов он был вынужден совмещать должности руководителя команды и первого пилота, а также заниматься поиском спонсоров. В 2009-м выступал на автомобиле Citroën Xsara WRC, в 2010 — на Citroën C4 WRC, в 2011 — на Citroën DS3 WRC.
В середине декабря 2011 стало официально известно, что после 12-летнего перерыва Петтер Сольберг возобновляет сотрудничество с командой Малькольма Уилсона и в сезоне-2012 будет выступать за Ford World Rally Team.
4 декабря 2012 года Петтер объявил о том, что в сезоне-2013 он не будет участвовать в чемпионате мира по ралли и проведет сезон в чемпионате Европы по ралли-кроссу на специально построенном Citroën DS3. В течение года он был одним из быстрейших, дважды оказывался на подиуме. Но его часто подводила техника, плюс манера езды требовала адаптации к ралли-кроссу.
В 2014-м году дебютировал Чемпионат мира по ралли-кроссу (FIA World Rallycross Championship). Петтер Сольберг смог сделать верные выводы из неудач прошлого года и начал первенство с места в карьер — на первом этапе в Португалии победил в квалификации, полуфинальном и финальном заездах. Затем он лидировал большую часть сезона. Норвежец смог выиграть ещё три гонки подряд во второй части сезона (в Канаде, Франции и Германии) и 28 сентября 2014 года, за два этапа до окончания сезона, Петтер Сольберг досрочно стал первым в истории чемпионом мира по ралли-кроссу. Годом спустя он смог отстоять свой титул, а по итогам 2016 года занял 4 место в чемпионате.
11 апреля 2019 года Петтер на своей странице в instagram объявил о завершении своей автоспортивной карьеры, отныне он сосредоточится на администрировании и создании автомобильных шоу и праздников.

## Выигранные ралли
Сольберг побеждал на 10 различных ралли.
| №  | Ралли                    | Сезон | Штурман   | Автомобиль         |
| -- | ------------------------ | ----- | --------- | ------------------ |
| 1  | Ралли Великобритании     | 2002  | Фил Миллс | Subaru Impreza WRC |
| 2  | Ралли Кипра              | 2003  | Фил Миллс | Subaru Impreza WRC |
| 3  | Ралли Австралии          | 2003  | Фил Миллс | Subaru Impreza WRC |
| 4  | Ралли Корсики            | 2003  | Фил Миллс | Subaru Impreza WRC |
| 5  | Ралли Великобритании (2) | 2003  | Фил Миллс | Subaru Impreza WRC |
| 6  | Ралли Новой Зеландии     | 2004  | Фил Миллс | Subaru Impreza WRC |
| 7  | Ралли Греции             | 2004  | Фил Миллс | Subaru Impreza WRC |
| 8  | Ралли Японии             | 2004  | Фил Миллс | Subaru Impreza WRC |
| 9  | Ралли Великобритании (3) | 2004  | Фил Миллс | Subaru Impreza WRC |
| 10 | Ралли Сардинии           | 2004  | Фил Миллс | Subaru Impreza WRC |
| 11 | Ралли Швеции             | 2005  | Фил Миллс | Subaru Impreza WRC |
| 12 | Ралли Мексики            | 2005  | Фил Миллс | Subaru Impreza WRC |
| 13 | Ралли Великобритании (4) | 2005  | Фил Миллс | Subaru Impreza WRC |

## Результаты выступлений

### Статистика
Показатели, по которым Сольберг был лучшим в сезоне (за исключением стартов и сходов), выделены зелёным цветом. Полужирным - лучшие лично для него.
| Сезон | Команда                         | Старты | Победы | Подиумы | СУ  | Лид. | PS | Сходы | Очки | Место |
| ----- | ------------------------------- | ------ | ------ | ------- | --- | ---- | -- | ----- | ---- | ----- |
| 2000  | Ford World Rally                | 10     | 0      | 0       | 14  | 1    | -  | 6     | 6    | 10    |
| 2001  | 555 Subaru World Rally Team     | 14     | 0      | 1       | 16  | 4    | -  | 6     | 11   | 10    |
| 2002  | 555 Subaru World Rally Team     | 14     | 1      | 5       | 35  | 6    | -  | 4     | 37   | 2     |
| 2003  | 555 Subaru World Rally Team     | 14     | 4      | 7       | 48  | 42   | -  | 3     | 72   | 1     |
| 2004  | 555 Subaru World Rally Team     | 16     | 5      | 7       | 94  | 95   | -  | 4     | 82   | 2     |
| 2005  | 555 Subaru World Rally Team     | 16     | 3      | 8       | 49  | 68   | -  | 4     | 71   | 2     |
| 2006  | 555 Subaru World Rally Team     | 16     | 0      | 4       | 38  | 12   | -  | 3     | 40   | 6     |
| 2007  | 555 Subaru World Rally Team     | 16     | 0      | 2       | 13  | 8    | -  | 5     | 47   | 5     |
| 2008  | 555 Subaru World Rally Team     | 15     | 0      | 1       | 15  | 2    | -  | 2     | 46   | 6     |
| 2009  | Petter Solberg World Rally Team | 10     | 0      | 2       | 12  | 2    | -  | 3     | 35   | 5     |
| 2010  | Petter Solberg World Rally Team | 13     | 0      | 8       | 51  | 34   | -  | 1     | 169  | 3     |
| 2011  | Petter Solberg World Rally Team | 13     | 0      | 2       | 30  | 13   | 1  | 3     | 110  | 5     |
| 2012  | Ford World Rally Team           | 13     | 0      | 5       | 44  | 9    | 3  | 1     | 124  | 5     |
| Всего | Всего                           | 190    | 13     | 52      | 459 | 296  | 4  | 47    | 853  |       |

### Чемпионат мира по ралли
В 1998-99 годах выступал на отдельных этапах, набрал два очка за пятое место на Ралли Сафари 1999.
| Год  | Команда                         | Автомобиль                | 1        | 2        | 3        | 4        | 5        | 6        | 7        | 8        | 9        | 10       | 11       | 12       | 13       | 14       | 15     | 16       | Место | Очки |
| ---- | ------------------------------- | ------------------------- | -------- | -------- | -------- | -------- | -------- | -------- | -------- | -------- | -------- | -------- | -------- | -------- | -------- | -------- | ------ | -------- | ----- | ---- |
| 2000 | Разные                          | Разные                    |          |          | КЕН 5    | ПОР Сход |          | АРГ 6    | ГРЕ Сход | НЗЛ 4    | ФИН Сход |          | ФРА Сход | ИТА 9    | АВС Сход | ВЕЛ Сход |        |          | 10    | 6    |
| 2001 | Subaru World Rally Team         | Subaru Impreza WRC2001    | МОН Сход | ШВЕ 6    | ПОР Сход | ИСП Сход | АРГ 5    | КИП Сход | ГРЕ 2    | КЕН Сход | ФИН 7    | НЗЛ 7    | ИТА 9    | ФРА 5    | АВС 7    | ВЕЛ Сход |        |          | 10    | 11   |
| 2002 | Subaru World Rally Team         | Subaru Impreza WRC2001/02 | МОН 6    | ШВЕ Сход | ФРА 5    | ИСП 5    | КИП 5    | АРГ 2    | ГРЕ 5    | КЕН Сход | ФИН 3    | ГЕР Сход | ИТА 3    | НЗЛ Сход | АВС 3    | ВЕЛ 1    |        |          | 2     | 37   |
| 2003 | 555 Subaru World Rally Team     | Subaru Impreza WRC2003    | МОН Сход | ШВЕ 6    | ТУР Сход | НЗЛ 3    | АРГ 5    | ГРЕ 3    | КИП 1    | ГЕР 8    | ФИН 2    | АВС 1    | ИТА Сход | ФРА 1    | ИСП 5    | ВЕЛ 1    |        |          | 1     | 72   |
| 2004 | 555 Subaru World Rally Team     | Subaru Impreza WRC2003/04 | МОН 7    | ШВЕ 3    | МЕК 4    | НЗЛ 1    | КИП 4    | ГРЕ 1    | ТУР 3    | АРГ Сход | ФИН Сход | ГЕР Сход | ЯПО 1    | ВЕЛ 1    | ИТА 1    | ФРА 5    | ИСП 5  | АВС Сход | 2     | 82   |
| 2005 | Subaru World Rally Team         | Subaru Impreza WRC2004/05 | МОН Сход | ШВЕ 1    | МЕК 1    | НЗЛ 3    | ИТА 2    | КИП Сход | ТУР 2    | ГРЕ 9    | АРГ 3    | ФИН 4    | ГЕР 7    | ВЕЛ 1    | ЯПО Сход | ФРА 3    | ИСП 13 | АВС Сход | 2     | 71   |
| 2006 | Subaru World Rally Team         | Subaru Impreza WRC2006    | МОН Сход | ШВЕ ДСК  | МЕК 2    | ИСП 7    | ФРА 11   | АРГ 2    | ИТА 9    | ГРЕ 7    | ГЕР Сход | ФИН Сход | ЯПО 7    | КИП 8    | ТУР 13   | АВС 2    | НЗЛ 6  | ВЕЛ 3    | 6     | 40   |
| 2007 | Subaru World Rally Team         | Subaru Impreza WRC2006/07 | МОН 6    | ШВЕ Сход | НОР 4    | МЕК Сход | ПОР 2    | АРГ Сход | ИТА 5    | ГРЕ 3    | ФИН Сход | ГЕР 6    | НЗЛ 7    | ИСП 6    | ФРА 5    | ЯПО 16   | ИРЛ 5  | ВЕЛ 4    | 5     | 47   |
| 2008 | Subaru World Rally Team         | Subaru Impreza WRC2007/08 | МОН 5    | ШВЕ 4    | МЕК 11   | АРГ Сход | ИОР Сход | ИТА 10   | ГРЕ 2    | ТУР 6    | ФИН 6    | ГЕР 5    | НЗЛ 4    | ИСП 5    | ФРА 5    | ЯПО 8    | ВЕЛ 4  |          | 6     | 46   |
| 2009 | Разные                          | Разные                    |          | НОР 6    | КИП 3    | ПОР 4    | АРГ Сход | ИТА 3    | ГРЕ Сход | ПОЛ 4    | ФИН Сход | ИСП 4    | ВЕЛ 4    |          |          |          |        |          | 5     | 35   |
| 2010 | Petter Solberg World Rally Team | Citroën C4 WRC            | ШВЕ 9    | МЕК 2    | ИОР 3    | ТУР 2    | НЗЛ Сход | ПОР 5    | БОЛ 3    | ФИН 4    | ГЕР 5    | ЯПО 2    | ФРА 3    | ИСП 2    | ВЕЛ 2    |          |        |          | 3     | 169  |
| 2011 | Petter Solberg World Rally Team | Citroën DS3 WRC           | ШВЕ 5    | МЕК 4    | ПОР 6    | ИОР Сход | ИТА 3    | АРГ 4    | ГРЕ 4    | ФИН 5    | ГЕР 5    | АВС 3    | ФРА ДСК  | ИСП Сход | ВЕЛ Сход |          |        |          | 5     | 110  |
| 2012 | Ford World Rally Team           | Ford Fiesta RS WRC        | МОН 3    | ШВЕ 4    | МЕК 3    | ПОР 3    | АРГ 6    | ГРЕ Сход | НЗЛ 3    | ФИН 4    | ГЕР 11   | ВЕЛ 3    | ФРА 26   | ИТА 9    | ИСП 11   |          |        |          | 5     | 124  |
| 2018 | Volkswagen Motorsport           | Volkswagen Polo GTI R5    |          |          |          |          |          |          |          |          |          |          |          | ИСП 14   |          |          |        |          | -     | 0    |
| 2019 | Petter Solberg                  | Volkswagen Polo GTI R5    |          |          |          |          |          |          |          |          |          |          |          | ВЕЛ 10   |          |          |        |          | 32    | 1    |

### Чемпионат мира по ралли-кроссу
Указаны результаты только за финальный заезд. Баллы начисляются также за квалификационные и полуфинальные заезды. Максимально можно набрать 30 баллов за этап.
| Год  | Команда                | Автомобиль          | 1     | 2     | 3     | 4      | 5     | 6     | 7     | 8     | 9      | 10     | 11    | 12    | 13    | Место | Очки |
| ---- | ---------------------- | ------------------- | ----- | ----- | ----- | ------ | ----- | ----- | ----- | ----- | ------ | ------ | ----- | ----- | ----- | ----- | ---- |
| 2014 | PSRX                   | Citroën DS3         | ПОР 1 | ВЕЛ 6 | НОР 2 | ФИН 10 | ШВЕ 3 | БЕЛ 3 | КАН 1 | ФРА 1 | ГЕР 1  | ИТА 3  | ТУР 6 | АРГ 1 |       | 1     | 267  |
| 2015 | SDRX                   | Citroën DS3         | ПОР 2 | ХОК 1 | БЕЛ 2 | ВЕЛ 1  | ГЕР 2 | ШВЕ 6 | КАН 8 | НОР 7 | ФРА 2  | ИСП 1  | ТУР 8 | ИТА 3 | АРГ 3 | 1     | 301  |
| 2016 | PSRX                   | Citroën DS3         | ПОР 1 | ХОК 4 | БЕЛ 3 | ВЕЛ 2  | НОР 4 | ШВЕ 7 | КАН 5 | ФРА 4 | БАР 10 | ЛАТ 19 | ГЕР 2 | АРГ 7 |       | 4     | 239  |
| 2017 | PSRX Volkswagen Sweden | Volkswagen Polo GTI | БАР 4 | ПОР 6 | ХОК 4 | БЕЛ 3  | ВЕЛ 1 | НОР 7 | ШВЕ 7 | КАН 2 | ФРА 5  | ЛАТ 7  | ГЕР 4 | ЮАР 4 |       | 3     | 252  |
| 2018 | PSRX Volkswagen Sweden | Volkswagen Polo R   | БАР 5 | ПОР 3 | БЕЛ 2 | ВЕЛ 7  | НОР 3 | ШВЕ 7 | КАН 5 | ФРА 3 | ЛАТ 7  | США 2  | ГЕР 5 | ЮАР 5 |       | 5     | 227  |